# Beca Thomas Bridges

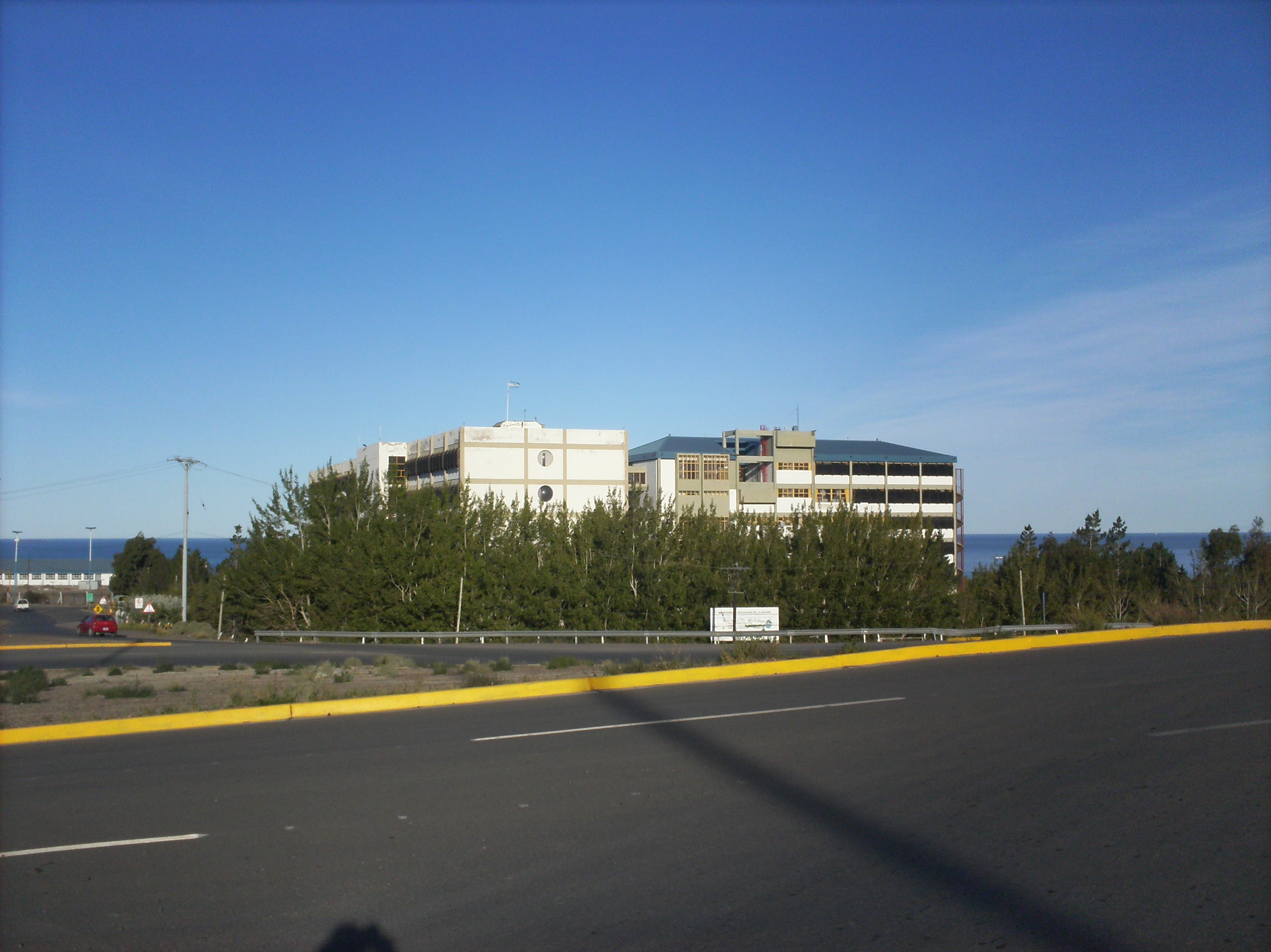
Sede de la Universidad Nacional de la Patagonia San Juan Bosco.

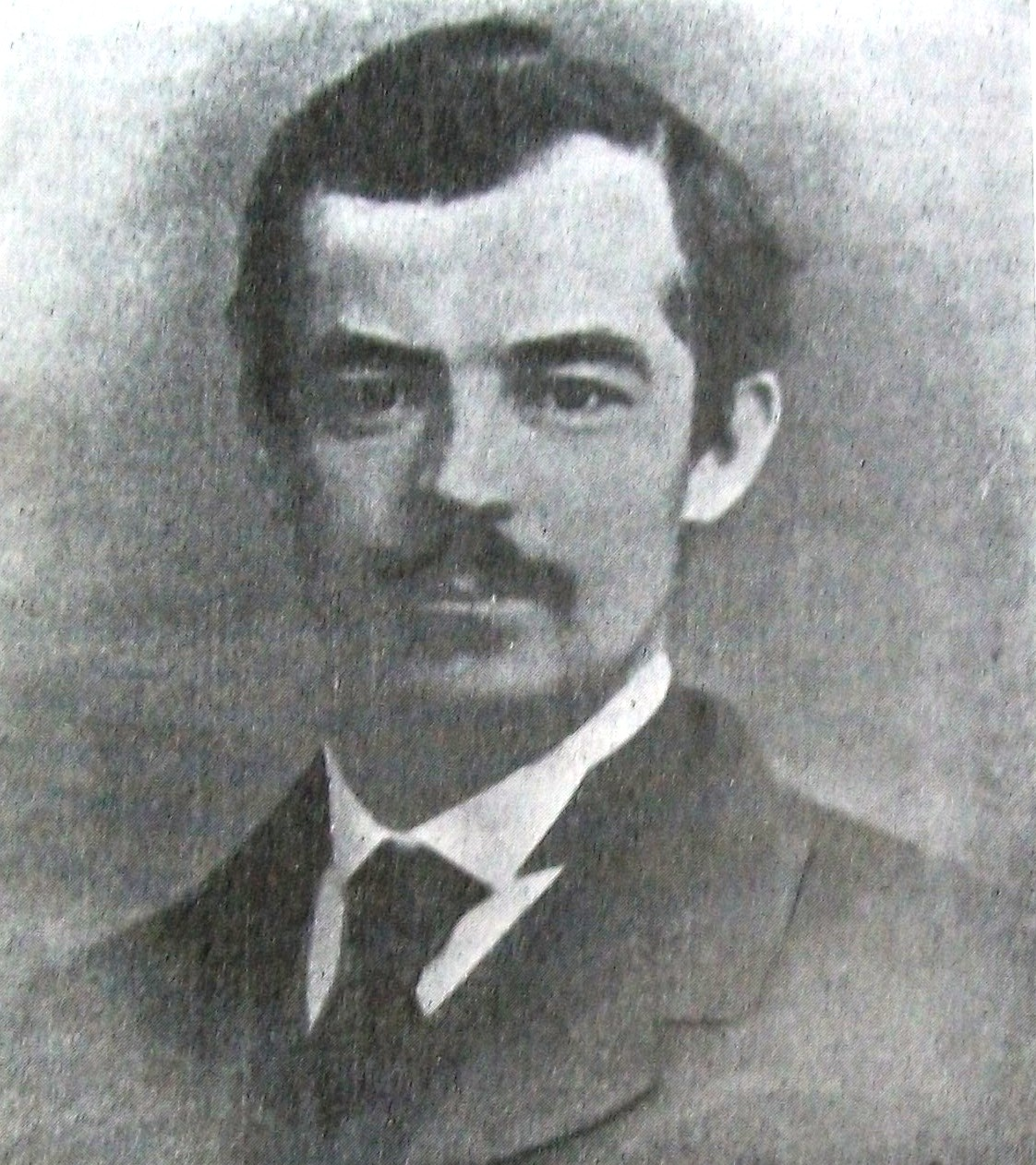
Thomas Bridges.

La Beca Thomas Bridges es un programa de becas creado por el gobierno de Argentina y llevado a cabo por la Subsecretaría de Gestión y Coordinación de Políticas Universitarias del Ministerio de Educación, y con apoyo del Ministerio de Relaciones Exteriores y Culto, para que jóvenes residentes en las islas Malvinas realicen sus estudios universitarios en el territorio continental argentino. La beca inició en 2015, comenzado en la Universidad Nacional de la Patagonia San Juan Bosco de la ciudad de Comodoro Rivadavia, provincia del Chubut. La idea del programa es que cualquier universidad nacional argentina otorgue becas para los malvinenses.

## Historia y características
El programa fue anunciado a fines de agosto de 2015 y comenzado el 1 de septiembre del mismo año. La oferta académica de la universidad chubutense fue traducida al idioma inglés, se diseñaron cursos de nivelación de idiomas y se estableció un régimen de becas especiales. De esa manera, la Universidad Nacional de la Patagonia San Juan Bosco se convirtió en la primera de Argentina en extender su oferta académica a los malvinenses.
Las becas, que conforman un total de diez, permiten que estudiantes malvinenses que hayan completado la escuela secundaria (o media) realicen estudios terciarios o universitarios en universidades nacionales del territorio continental de Argentina. La beca incluye pasajes a las islas y al continente, dinero para vivir y alojamiento en albergues universitarios. El costo anual de las becas es de 31.104 pesos argentinos (equivalentes a unos 3.341 dólares estadounidenses y unas 2.187 libras esterlinas). Los requisitos solicitados son ser habitantes de las Malvinas, islas Georgias del Sur o de las islas Sandwich del Sur y haber finalizado los estudios secundarios sin adeudar materias.
Debe su nombre al misionero anglicano británico Thomas Bridges que en el siglo XIX realizó tareas religiosas en la isla Vigía de las Malvinas con Yámanas de la isla Grande de Tierra del Fuego. Bridges fue el primer hombre blanco en vivir en dicha isla y uno de los primeros habitantes de la ciudad de Ushuaia.
Como reacción al programa de becas, el Departamento de Educación del gobierno colonial de las islas declaró a la prensa local que lo desconoce.

## Antecedentes
En el marco de las negociaciones para la transferencia de soberanía de las islas Malvinas, en 1971 se firmó la Declaración Conjunta referente a comunicaciones entre las Islas Malvinas y el territorio continental argentino, vigente hasta 1982, donde jóvenes isleños realizaron sus estudios en colegios británicos de Buenos Aires y Córdoba. Hacia 1974 se otorgaron 30 becas a malvinenses que estudiaron en escuelas primarias y secundarias.